# Albertstrand
Albertstrand is een deel van de West-Vlaamse kuststrook en onderdeel van de deelgemeente Knokke.
Albertstrand is gelegen tussen Duinbergen in het westen en Knokke en Het Zoute in het oosten.
De badplaats is ontstaan nadat in de winter 1921-1922 de zeewering die Knokke-Bad met Duinbergen verbond, het tijdens een storm voor een belangrijk deel begaf. Het erachter liggende land, in bezit van de ontwikkelingsmaatschappij Société de Knocke-Duinbergen-Extension (Maatschappij tot Uitbreiding van Knokke-Duinbergen), opgericht in 1911, verloor zijn waarde. en werd opgekocht door Joseph Nellens, een rijke Antwerpse industrieel en senator. Deze verwierf op 6 april 1922 220 ha van het gebied. Zijn Société Immobilière Knocke Balnéaire begon met de verkaveling van het gebied.
Nellens wenste een bloeiende badplaats te stichten en stelde aan het Ministerie van Openbare Werken voor om de niet-beschadigde delen van de dijk af te breken en 100 meter landinwaarts een nieuwe te bouwen. Aldus ontstond het Albertstrand, vernoemd naar de toenmalige koning Albert I.
Er werd een begin gemaakt met de bouw van een groot aantal cottages, waartoe men de richtlijnen gebruikte van een plan van 18 mei 1900 van de hand van de urbanist Hermann-Josef Stübben.
In 1925 kwam de dijk gereed en vervolgens werd het plan voor de bouw van een nieuw casino gerealiseerd. Dit werd geopend op 5 juli 1930.
Josephs zoon Gustave Nellens volgde zijn vader op als directeur van het casino, en deze werd in 1971 opgevolgd door diens zoon Jacques Nellens. Onder leiding van deze directeuren organiseerde het casino ook tal van culturele manifestaties.
Albertstrand is bereikbaar met buslijn 12 vanaf station Knokke. Tussen 1935 en 1951 reed hier stadstram 12, maar die reed over de hele Elizabethlaan; naar Duinbergen, alwaar nu de Kusttram nog steeds komt.

## Monumenten
- De zogeheten Rotondezaal of Magrittezaal van het Casino is geklasseerd als monument.
- Ook Hotel Rubens, uit 1926, gelegen aan Zeedijk-Albertstrand 588-601 is als monument geklasseerd.

## Nabijgelegen kernen
Knokke, Duinbergen
Deelgemeenten: Heist · Knokke · Ramskapelle · Westkapelle

Wijken: Albertstrand · Duinbergen · Het Zoute

Belgische gemeenten · Arrondissement Brugge · West-Vlaanderen · Vlaanderen